# Micranthes idahoensis
Micranthes idahoensis är en stenbräckeväxtart som först beskrevs av Charles Vancouver Piper, och fick sitt nu gällande namn av Luc Brouillet och Gornall. Micranthes idahoensis ingår i släktet rosettbräckor, och familjen stenbräckeväxter. Inga underarter finns listade i Catalogue of Life.

## Bildgalleri

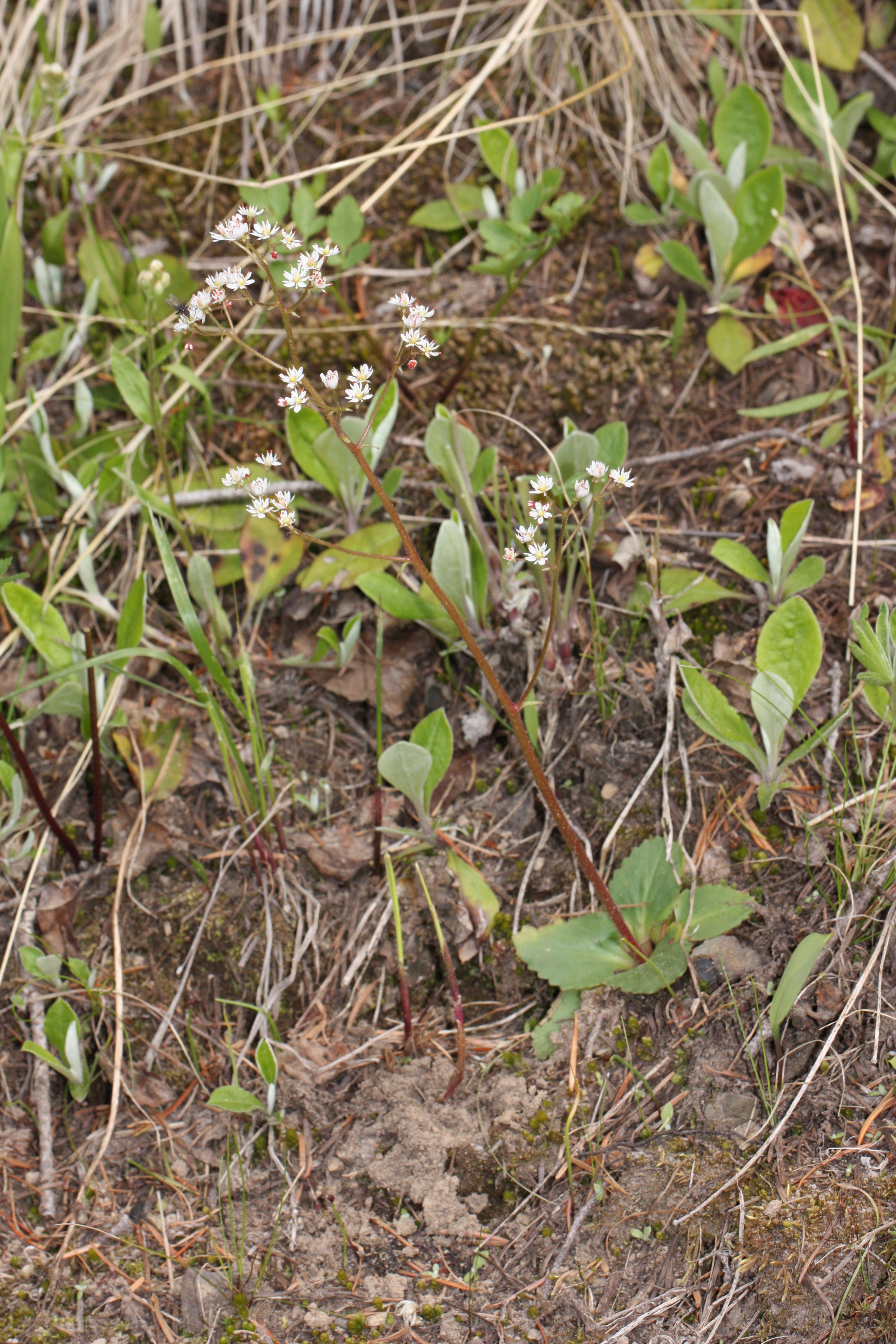
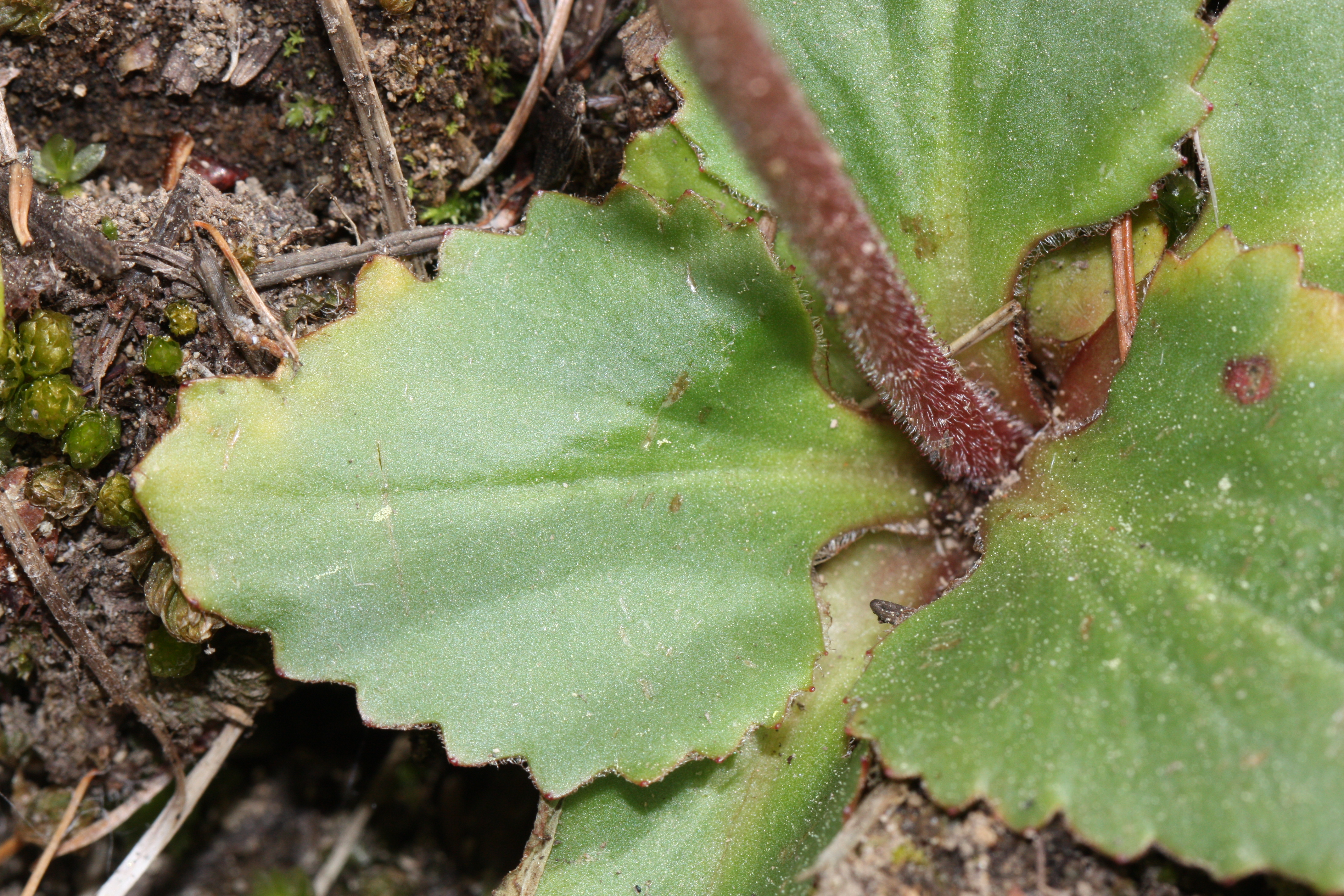
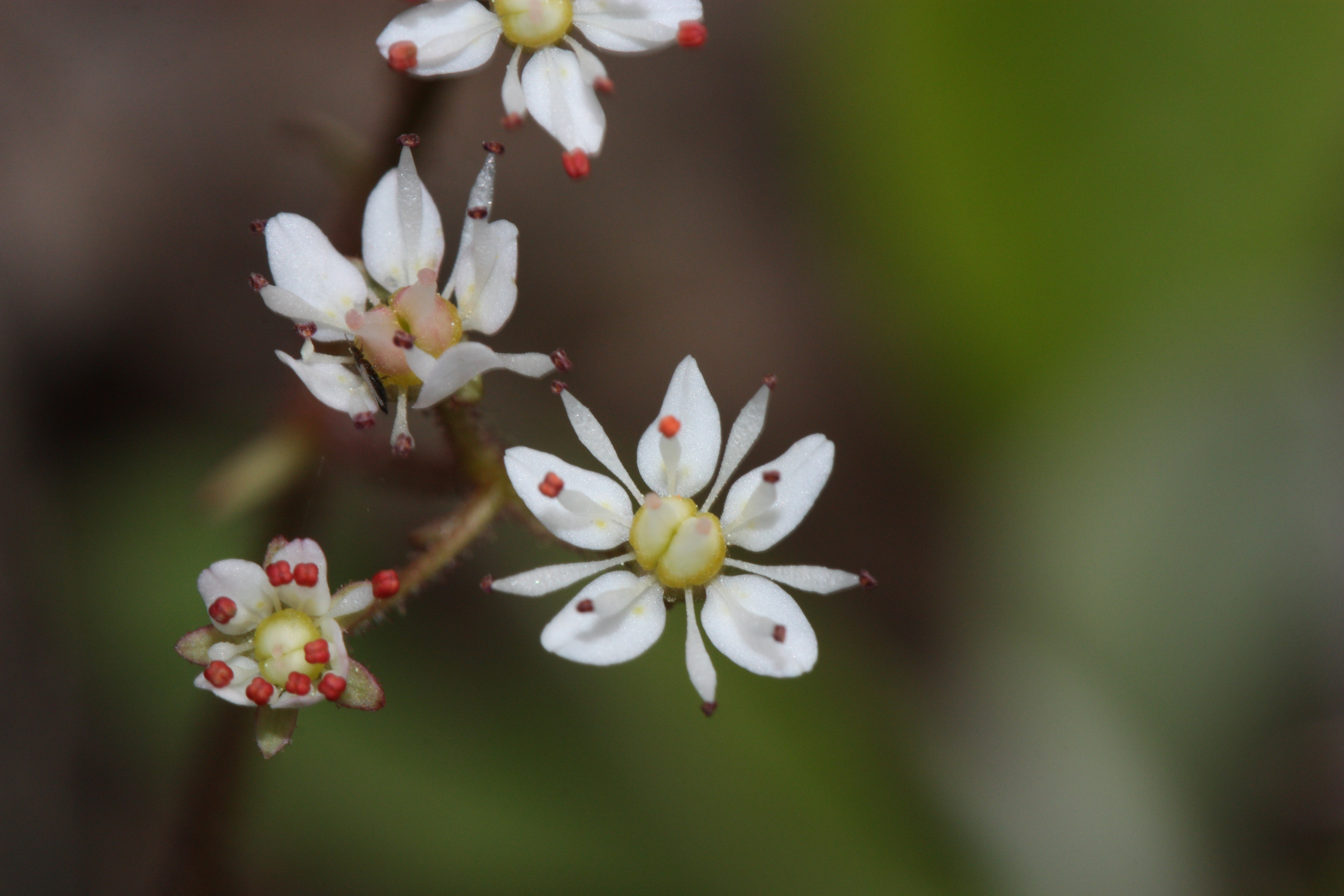